# Profanum (zespół muzyczny)

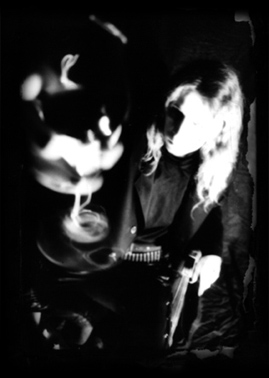
Geryon, 2001

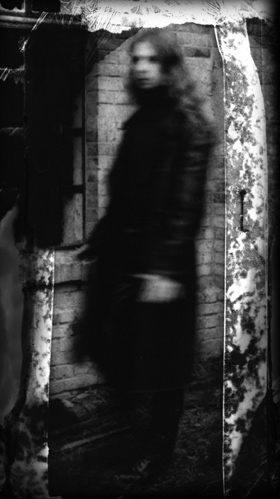
Vlad Ysengrimm, 2001

Profanum – polska grupa muzyczna wykonująca w początkowym okresie działalności black metal, a później prezentująca muzykę z gatunku ambient z wpływami industrialu. Zespół powstał w 1993 roku w Zielonej Górze z inicjatywy muzyków o pseudonimach: Geryon (muzyka, teksty), Vlad Ysengrimm (śpiew, teksty) oraz Lord Reyash (gitara basowa, śpiew). 
Od 1997 roku z zespołem współpracuje wytwórnia muzyczna Pagan Records. Do 2005 roku ukazało się sześć wydawnictw grupy, które cieszyły się uznaniem krytyków muzycznych, jednakże zespół nie prowadzi działalności koncertowej w związku z dużymi kosztami organizacyjnymi. Publikacje na temat grupy zamieszczano w takich czasopismach jak: „Metal Hammer”, „Thrash'em All”, „Mystic Art” czy „7 Gates”. Od 2005 roku brak jest doniesień o działalności zespołu.

## Historia
Zespół Profanum powstał w 1993 roku w Zielonej Górze z inicjatywy muzyków o pseudonimach: Geryon (muzyka, teksty), Vlad Ysengrimm (śpiew, teksty) oraz Lord Reyash (gitara basowa, śpiew). W 1994 roku nakładem własnym grupy ukazało się jej pierwsze wydawnictwo – demo zatytułowane Under the Black Wings of Emperor. Było ono zainspirowane twórczością takich grup jak: Mystifier, Rotting Christ, Varathron czy Massacre. W 1996 roku kielecka wytwórnia muzyczna Astral Wings Records wydała pierwszy album Profanum pt. Flowers of Our Black Misanthropy. 
W lutym 1997 roku nakładem wytwórni Pagan Records ukazał się drugi, odmienny stylistycznie album Profanum Aeternum: Eminence of Satanic Imperial Art, nagrany bez użycia gitar. Płyta została pozytywnie oceniona przez krytykę – uzyskała m.in. 11/12 punktów w magazynie „Thrash'em All”. Wkrótce potem zespół zawiesił działalność. W 2000 roku bez udziału basisty Lorda Reyasha grupa wznowiła aktywność i przystąpiła do prac nad albumem Musaeum Esotericum, który ukazał się rok później dzięki Pagan Records. Na wydawnictwie zawarto dwie kilkunastominutowe suity, natomiast tekst do utworu „Atri Misanthropiae Floris” powstał przed nagraniem drugiego albumu grupy Profanum Aeternum: Eminence of Satanic Imperial Art. 
W 2002 roku w związku z wyczerpaniem niskiego nakładu wydawnictwa Flowers of Our Black Misanthropy oraz za namową właściciela wytwórni muzycznej Pagan Records Tomasza Krajewskiego ukazała się reedycja tej płyty pod nowym tytułem Misantropiae Floris. Wznowienie zawierało ponadto jeden nowy utwór Overture: The Enigmatic House of Sir Knott, będący otwierającą partią (uwerturą) nieopublikowanego utworu. W nagraniach gościnnie wziął udział również muzyk o pseudonimie Czarny, który zagrał na fortepianie. Według wywiadu udzielonego czasopismu „Metal Hammer” w 2002 roku przez lidera Profanum Geryona działalność grupy została ograniczona tylko do publikacji wydawnictw.
W 2003 roku grupa wyprodukowała oraz skomponowała muzykę do psychodelicznego filmu Intelekt Kollapse w reżyserii Jacka „Katosa” Katarzyńskiego i Geryona. W filmie wystąpili m.in. Roman Garbowski i eLL – wokalistka grupy muzycznej Sui Generis Umbra. Premierowy pokaz filmu odbył się w zielonogórskim kinie „Newa” 9 i 18 marca 2004 roku. Tego samego roku obraz uzyskał m.in. nagrodę specjalną oraz nominację do nagrody Offscara w kategorii „najlepsze zdjęcia” podczas Międzynarodowego Festiwalu Filmowego Tofifest w Toruniu. W 2005 roku nakładem Pagan Records obraz ukazał się na płycie DVD zawierającej trzy utwory Profanum w wersji audio (Theme 1: Transformation, Theme 2: Kollapse oraz Theme 3: objekts & komedown). Od 2005 roku brak jest doniesień o działalności grupy.

## Muzyka i teksty
W swej twórczości zespół Profanum porusza takie zagadnienia jak: mizantropia, nihilizm, satanizm, postmodernizm czy strukturalizm. Lider grupy jako inspiracje wymienia m.in. grupy muzyczne, wykonawców, literatów i filozofów takich jak: Mystifier, Rotting Christ, Varathron, Massacre, Samuel Beckett, John Milton, Immanuel Kant, Fryderyk Nietzsche, Max Stirner, Donatien Alphonse François de Sade, Jean-Paul Sartre, Søren Kierkegaard czy Stanisław Ignacy Witkiewicz. 
W późniejszym okresie działalności grupy zainteresowanie muzyką poważną (Igor Strawinski, Siergiej Prokofjew oraz Modest Musorgski) oraz awangardową (Das Ich, Laibach, Shinjuku Thief, Devil Doll oraz Einstürzende Neubauten) spowodowało zmianę brzmienia z wyłączeniem partii gitary basowej oraz elektrycznej ewoluując w stronę muzyki ambient.
Teksty na pierwszym albumie Profanum Flowers of Our Black Misanthropy były pisane w języku angielskim, na drugim albumie Profanum Aeternum: Eminence of Satanic Imperial Art utwory The Descent Into Medieval Darkness oraz Journey Into The Nothingness mimo angielskojęzycznych tytułów zostały zaśpiewane w języku polskim. Z kolei na Musaeum Esotericum zespół zdecydował się umieścić teksty w łacinie z fragmentami w języku polskim. Na ostatniej stronie książeczki z płyty został opublikowany następujący cytat w języku greckim (cytat w języku polskim przytoczył lider grupy Geryon w wywiadzie opublikowanym w katalogu wysyłkowym Pagan Records).

Jeżeli należy filozofować, trzeba filozofować, lecz i jeżeli nie należy filozofować, filozofować trzeba: w każdym więc wypadku trzeba filozofa. Jeśli bowiem filozofia istnieje, z pewnością winniśmy filozofować, ponieważ ona istnieje, poszukując – filozofujemy, skoro poszukiwanie jest przyczyna filozofii.

## Oprawa graficzna
Oprawa graficzna albumów ma charakter minimalistyczny, utrzymana jest w kolorystyce czarno-białej z logo zespołu zawierającym wkomponowany krzyż św. Piotra, które dominuje na okładkach trzech ostatnich albumów. Prace wykonał m.in. Tomasz Krajewski – jednocześnie wydawca płyt grupy z ramienia wytwórni Pagan Records. Sesje zdjęciowe muzyków wykonała natomiast Eliza wokalistka grupy muzycznej Sui Generis Umbra.

## Muzycy

### Skład zespołu od roku 2000
- Krzysztof „Geryon” Włodarski – instrumenty klawiszowe, programowanie, gitara elektryczna, śpiew, muzyka, teksty (1993–1997, od 2000)
- Sebastian „Vlad Ysengrimm” Grochowiak – śpiew, teksty (1993–1997, od 2000)

### Byli członkowie zespołu
- Tomasz „Lord Reyash” Rejek – gitara basowa, śpiew (1993–1997)

### Muzycy sesyjni
- Maciej Niedzielski – instrumenty klawiszowe

## Dyskografia
| 1993–1997 | - „Geryon” - „Vlad Ysengrimm” - „Lord Reyash” |
| 2000–?    | - „Geryon” - „Vlad Ysengrimm”                 |

### Dema
- Under the Black Wings of Emperor (1994, wydanie własne)

### Albumy
- Flowers of Our Black Misanthropy (1996, Astral Wings Records, EBLIS)
- Profanum Aeternum: Eminence of Satanic Imperial Art (listopad, 1997, Pagan Records, Moon CD 666/011, Moon MC 021)
- Musaeum Esotericum (marzec, 2001, Pagan Records, Moon CD 026, Moon MC 036)
- Misantropiae Floris (3 maja 2002[18], Pagan Records, Moon CD 031, Moon MC 041)

### Kompilacje
- Różni wykonawcy – Under a Pagan Moon: utwór The Serpent Crown (1996, Cyclonic Productions, CDP-001)

## Wideografia
- Intelekt Kollapse (DVD, 2005, Pagan Records, Moon DVD 001)